# Episodi di La bella e la bestia (terza stagione)
La terza e ultima stagione della serie televisiva La bella e la bestia è composta da 12 episodi trasmessi negli Stati Uniti dal 12 dicembre 1989 al 4 agosto 1990 sulla rete CBS.
In Italia la stagione è stata trasmessa da Italia 1.
| nº | Titolo originale                  | Titolo italiano                        | Prima TV USA     | Prima TV Italia |
| -- | --------------------------------- | -------------------------------------- | ---------------- | --------------- |
| 1  | Though Lovers Be Lost... - Part 1 | Benché gli amanti si perdano - Parte 1 | 12 dicembre 1989 |                 |
| 2  | Though Lovers Be Lost... - Part 2 | Benché gli amanti si perdano - Parte 2 |                  |                 |
| 3  | Walk Slowly                       | Un lento cammino                       | 13 dicembre 1989 |                 |
| 4  | Nevermore                         | Tragico incontro                       | 20 dicembre 1989 |                 |
| 5  | Snow                              | Vento di morte                         | 27 dicembre 1988 |                 |
| 6  | Beggar's Comet                    | La cometa del mendicante               | 3 gennaio 1990   |                 |
| 7  | A Time to Heal                    | Una mano amica                         | 10 gennaio 1990  |                 |
| 8  | The Chimes at Midnight            | Un pianto nella notte                  | 17 gennaio 1990  |                 |
| 9  | Invictus                          | L'invincibile                          | 24 gennaio 1990  |                 |
| 10 | In the Forests of the Night       | Ritorno di un amico                    | 21 luglio 1990   |                 |
| 11 | The Reckoning                     | La resa dei conti                      | 28 luglio 1990   |                 |
| 12 | Legacies                          | Occhio per occhio                      | 4 agosto 1990    |                 |